# Лігай (Юта)
Лігай (англ. Lehi) — місто (англ. city) в США, в окрузі Юта штату Юта. Населення — 75 907 осіб (2020).

## Географія
Лігай розташований за координатами 40°25′0″ пн. ш. 111°52′44″ зх. д. / 40.41667° пн. ш. 111.87889° зх. д. (40.416671, -111.878951).  За даними Бюро перепису населення США в 2010 році місто мало площу 69,09 км², з яких 68,21 км² — суходіл та 0,88 км² — водойми. В 2017 році площа становила 72,78 км², з яких 71,83 км² — суходіл та 0,95 км² — водойми.

### Клімат
| Клімат : Лігай        | Клімат : Лігай | Клімат : Лігай | Клімат : Лігай | Клімат : Лігай | Клімат : Лігай | Клімат : Лігай | Клімат : Лігай | Клімат : Лігай | Клімат : Лігай | Клімат : Лігай | Клімат : Лігай | Клімат : Лігай | Клімат : Лігай |
| Показник              | Січ.           | Лют.           | Бер.           | Квіт.          | Трав.          | Черв.          | Лип.           | Серп.          | Вер.           | Жовт.          | Лист.          | Груд.          | Рік            |
| Середній максимум, °C | 3              | 6              | 11             | 16             | 22             | 28             | 32             | 31             | 26             | 18             | 9              | 4              | 17,2           |
| Середній мінімум, °C  | −9             | −7             | −2             | 1              | 5              | 9              | 13             | 12             | 7              | 1              | −4             | −8             | 1,5            |
| Норма опадів, мм      | 24.9           | 25.4           | 28.4           | 33             | 35.6           | 16.8           | 17             | 24.9           | 29.2           | 33.8           | 28.7           | 17.5           | 315            |
| --------------------- | -------------- | -------------- | -------------- | -------------- | -------------- | -------------- | -------------- | -------------- | -------------- | -------------- | -------------- | -------------- | -------------- |
| Джерело: weather.com  |                |                |                |                |                |                |                |                |                |                |                |                |                |

## Демографія
Згідно з переписом 2010 року, у місті мешкало 47 407 осіб у 12 402 домогосподарствах у складі 10 998 родин. Густота населення становила 686 осіб/км².  Було 13064 помешкання (189/км²).
Расовий склад населення:
| - 92,7 % — білих - 1,4 % — азіатів - 0,8 % — вихідців з тихоокеанських островів - 0,4 % — корінних американців - 0,4 % — чорних або афроамериканців - 1,9 % — осіб інших рас |

До двох чи більше рас належало 2,5 %. Частка іспаномовних становила 6,4 % від усіх жителів.
За віковим діапазоном населення розподілялося таким чином: 43,3 % — особи молодші 18 років, 52,1 % — особи у віці 18—64 років, 4,6 % — особи у віці 65 років та старші. Медіана віку мешканця становила 24,9 року. На 100 осіб жіночої статі у місті припадало 100,7 чоловіків;  на 100 жінок у віці від 18 років та старших — 97,4 чоловіків також старших 18 років.
Середній дохід на одне домашнє господарство  становив 91 998 доларів США (медіана — 77 662), а середній дохід на одну сім'ю — 96 107 доларів (медіана — 81 035). Медіана доходів становила 62 435 доларів для чоловіків та 41 015 доларів для жінок. За межею бідності перебувало 5,7 % осіб, у тому числі 6,5 % дітей у віці до 18 років та 3,2 % осіб у віці 65 років та старших.
Цивільне працевлаштоване населення становило 21 135 осіб. Основні галузі зайнятості: освіта, охорона здоров'я та соціальна допомога — 19,6 %, науковці, спеціалісти, менеджери — 16,5 %, роздрібна торгівля — 12,5 %, виробництво — 9,5 %.